# Macrobiotus dariae
Espèce
Macrobiotus dariae est une espèce de tardigrades de la famille des Macrobiotidae.

## Distribution
Cette espèce est endémique de Chypre.

## Publication originale
- Pilato & Bertolani, 2004 : Macrobiotus dariae sp. n., a new species of eutardigrade (Eutardigrada, Macrobiotidae) from Cyprus. Zootaxa, no 638, p. 1–7.